# طائر الطنان بنفسجي الصدر
طائر الطنان بنفسجي الصدر (الاسم العلمي:  Amazilia rosenbergi) هو نوع من أنواع طيور الطنان التي تنتمي لعائلة الطائر الطنان. يتواجد هذا الطير في كولومبيا، والإكوادور. موائله الطبيعية هي أراضي الغابات الاستوائية وشبه الاستوائية المنخفضة الرطبة. يصطاد هذا العصفور بشكل منتشر على يد السكان الأصليين في المنطقة نظرا لاعتقادهم بأن منقاره يملك خصائص طبية.